# عزلة الصرم (عمران)

تعديل مصدري - تعديل

عزلة الصرم هي إحدى عزل مديرية ثلاء في محافظة عمران اليمنية ويبلغ تعداد سكانها 3231 نسمة حسب التعداد السكاني في اليمن لعام 2004. وينتسب اليها اسرة الصارم وقد سكنت هذي الأسرة في صعدة وحجه ولرشدة في الحدا وفي محافظة إب وأكثر من منطقة في اليمن

## روابط خارجية
- الجهاز المركزي للإحصاء بالجمهورية اليمنية
- المركز الوطني للمعلومات باليمن
- World Gazetteer:Yemen
- الدليل الشامل